# Eugène Minkowski
Eugene Minkowski (17 de abril de 1885 - 17 de novembro de 1972) foi um psiquiatra francês conhecido por sua incorporação da fenomenologia em psicopatologia e explorar a noção de “tempo vivido”. Estudante de Eugen Bleuler, ele também foi associado com a obra de Henri Ey e Ludwig Binswanger. Filosoficamente, foi influenciado por Henri Bérgson e a fenomenologia de Edmund Husserl e Max Scheler.

## Vida e carreira
Minkowski nasceu em São Petersburgo, na Rússia, em uma família judia da Lituânia, e começou seus estudos de Medicina em Varsóvia. No entanto, devido à repressão política do governo czarista, ele foi obrigado a realizar seus estudos em Munique e obteve seu diploma de lá em 1909.  Em seguida, ele iniciou o estudo da Filosofia e ficou mais longe da Medicina, quase ao ponto de abandoná-la. Em 1913 ele se casou com Françoise Minkowska-Brokman, também uma psiquiatra e eles tiveram um filho Alexandre Minkowski, que passou a se tornar um pediatra. O casal se estabeleceu em Munique, onde Françoise perseguia seus estudos em Medicina enquanto Eugene assumiu o estudo da Matemática e da Filosofia, frequentando as aulas de Alexander Pfänder e Moritz Geiger, alunos de Edmund Husserl.
A eclosão da primeira guerra mundial forçou Eugène a retirar-se para Zurique com seu irmão. Em Zurique, Eugène e sua esposa ambos se tornaram assistentes de Eugen Bleuler no Burghölzli, a clínica da universidade, onde muitos outros notáveis psiquiatras e psicanalistas treinados haviam estudado como Carl Gustav Jung e Ludwig Binswanger.
Em 1914, ele terminou um trabalho intitulado “Les essentiels elementos Du temps - qualité” (os elementos essenciais do tempo - qualidade). Em março de 1915, se alistou como voluntário no exército francês, onde sua bravura lhe rendeu muitas condecorações militares, incluindo a Croix de guerre. Ele tornou-se um oficial da Legião de Honra e obteve a nacionalidade francesa. Deste período de sua vida e da guerra, Minkowski disse:
“Durante a guerra, nós estávamos esperando pela paz, na esperança de retomar a vida que tinha abandonado. Na realidade, um novo período começou, um período de dificuldades e decepções, de contratempos e doloroso, muitas vezes infrutíferos esforços para adaptar-se a novos problemas da existência. A calma propícia ao pensamento filosófico estava longe de ser renascido. Longo ano, árido e sombrio seguiu à guerra. Meu trabalho permaneceu dormente e no fundo da minha gaveta”.
Após a guerra, Minkowski voltou aos seus estudos médicos que o deixou com pouco tempo para a Filosofia, devido ao seu trabalho clínico. Em seguida, ele dedicou seus estudos a questões psicopatológicos relacionadas com a percepção do tempo, fortemente influenciado por seu trabalho inédito anterior sobre Henri Bérgson, que ele conhecia pessoalmente. Em 1926 Minkowsk defendeu sua tese, “La noção de perte de contato avec la réalité et ses aplicações en psicopatologia” ("a noção de perda de contato com a realidade e suas aplicações em psicopatologia”) e começou a trabalhar no hospital St. Anne para o Insane in Paris.
Em 1927, ele publicou “La schizophrenie” (A esquizofrenia), seguido de "Les temps vecu" (tempo vivido), em 1933. Em tempo vivido, seu único livro a ser publicado em inglês, Minkowski procurou unir ideias fenomenológicas com psicopatologia, onde ele propôs que os estudos psicopatológicos de pacientes devem sempre ser interpretados tendo em conta a experiência pessoal de cada um. Minkowski foi inicialmente incapaz de encontrar uma editora para o trabalho e acabou publicando mil cópias com recursos do próprio pai. Les temps vecu acabou sendo publicado pela JLL d' Artrey a quem Minkowski dedicou à reedição e disse:
"Este homem tinha um amor tão grande para os livros que ele abandonou uma carreira no governo, a fim de dedicar todas as suas energias para a pequena editora que ele havia recentemente estabelecido. Nossa revista, L'evolução Psychiatrique (Revolução Psiquiátrica), que foi fundada logo após a guerra mundial por um grupo de jovens psiquiatras em busca de uma editora, também recebeu assistência pelo Sr. d' Artrey. Como um símbolo de meu apreço, eu estou dedicando a reedição deste livro para JLL d' Artrey, um homem que se deu generosamente a fim de atender as necessidades financeiras de sua editora e de seus autores. Sem ele, tempo vivido provavelmente não teria sido publicado".
Durante a segunda guerra mundial, Minkowski dirigiu o trabalho da Save The Children do Holocausto, que salvou milhares de crianças judias. Em 1946, ele deu uma das primeiras palestras de Basileia sobre o sofrimento psicológico da perseguição nazista e passou a intervir em vários processos movidos em relação a tais crimes.
Eugene Minkowski morreu em 1972 e seu enterro foi assistido por muitos, incluindo Henri Ey.

## Filosofia e psicopatologia
As duas principais influências sobre o pensamento de Minkowski foram Eugen Bleuler e Henri Bergson, que tanto representava para ele os dois principais campos de pensamento que ele tentou sintetizar, psiquiatria e filosofia. Antes da guerra, ele tinha um grande interesse em filosofia, em particular a fenomenologia de Edmund Husserl e Max Scheler. Foi só depois da guerra que Minkowski procurado ativamente para integrar a filosofia em seu trabalho psicopatológico, tendo uma abordagem semelhante para Karl Jaspers, que o influenciou, introduzindo a fenomenologia como um método aplicado a investigações psicopatológicas em pacientes que sofrem de distúrbios mentais.
A introdução do método fenomenológico em psicopatologia, para Minkowski, é a tentativa de compreender a experiência vivida dos doentes mentais. Nesses casos, as distorções de tempo vivido ou espaço vivido são evidentes; alguns pacientes são distorcidos em termos de tempo, os outros em termos de espaço.
Filosoficamente, Minkowski foi influenciado por Bergson e Husserl, desenvolvidos em tempos individuais. No início de sua carreira, Minkowski foi muito influenciado em 1889 pelo trabalho de Bergson, Hora e livre arbítrio e suas análises sobre a natureza irracional de tempo. Após o relato de Bergson de élan vital, Minkowski desenvolveu o que ele chamou de um “élan pessoal”, que expressa a fonte essencial da constituição de tempo.
Primeira pesquisa de Minkowski sobre a psicopatologia da esquizofrenia foi inspirado na obra de Bergson e apareceu em sua obra La Schizophrenie, 1927. A esquizofrenia, de acordo com Minkowski é "caracterizado por uma deficiência da intuição e do tempo vivido e por uma hipertrofia progressiva da inteligência e fatores geográficos”. Na sequência da sua dissertação, “La noção de perte de contato avec La réalité” (A perda de contacto com a realidade), o seu trabalho sobre a esquizofrenia alegou que pacientes esquizofrênicos exibem uma “perda de contato vital com a realidade”, pelo qual os indivíduos normais, ao contrário, experiência a vida como um “sincronismo vivido” ou o que ele chamou de “sintonia” (uma noção que descreve o contato com a realidade anteriormente apresentadas por Ernst Kretschmer).
De acordo com R. D. Laing, Minkowski fez “a primeira tentativa séria em psiquiatria para reconstruir a experiência vivida da outra pessoa” e foi "a primeira figura em psiquiatria para trazer a natureza das investigações fenomenológicas claramente à vista”. Ele é citado na primeira página do clássico O Ser Dividido de Laing:
"Je donne une œuvre ici subjetivo, œuvre cependant qui tendem de toutes ses forças vers l' objectivité". (Eu ofereço-lhe um trabalho subjetivo, mas uma obra que, no entanto, luta com todas as suas forças para a objetividade).